# Uršula Kanižská
Uršula Kanižská, provdaná Nádasdyová (maďarsky Kanizsay Orsolya, 1521–1571, Šárvár) byla uherská šlechtična, poslední potomek a poslední dědička rodu Kanižských.

## Život
Narodila se jako dcera Ladislava Kanižského (1497 – 21. září 1525) a Anny Kateřiny Drágffyové z Bélteku (*~1485). Smrtí jejího otce v roce 1525 vyhasl její rod v mužská linii. Jako poslední členka svého rodu mohla Uršula Kanižská zdědit rodinný majetek pouze tehdy, pokud by se svolením krále Jana Zápolského byla prohlášena za chlapce.
Již v roce 1532, v jedenácti letech, byla zasnoubená s Tomášem III. z Nádasdy, za kterého se v roce 1535 provdala. Tímto sňatkem přešlo jmění Kanižských na Nádasdyovy. Tomáš III. Nádasdy se tak stal jedním z nejbohatších uherských magnátů své doby. Po svatbě zůstala Uršula Kanižská po mnoho let neplodná a bezdětná. Teprve po četných nákladných léčebných kúrách (pod vedením lékaře Caspara Fraxinuse) otěhotněla po dvaceti letech manželství a porodila svého jediného syna Františka, který se vyznamenal zejména v tureckých válkách, ale také svým manželstvím s Alžbětou Báthoryovou, známou jako Čachtická paní..
Stejně jako její manžel byla nadšenou stoupenkyní reformace. Na svém panství v Šárváru aktivně ubytovávala a podporovala protestantské kazatele, kteří byli jinde pronásledováni a šikanováni kvůli své víře. V Šárváru našli útočiště také Matyáš Devai a Johannes Sylvester.
Uršula udržovala mnoho přátelských vztahů v Zalanské župě, jak vyplývá z rodinných zpráv. Z rozsáhlé korespondence s přáteli je naopak patrné, že byla vzdělaná žena. V nepřítomnosti či indispozici manžela byla schopna převzít administrativu v Šárváru. Kromě toho se také těšila pověsti dobré zahradnice.
Její smrtí v roce 1571 definitivně vymřel rod Kanižských. Uršula Kanižská byla pohřbena v bývalé kryptě Nádasdyů ve starém, dnes již neexistujícím klášteře Lockenhaus. Její ostatky se dodnes nacházejí v sarkofágu v kryptě Nádasdyů pod římskokatolickým farním kostelem v Lockenhausu v rakouském Burgenlandsku, kam byly ostatky její i jejího manžela převezeni po výstavbě nové krypty.